# (550) Senta
(550) Senta – planetoida z pasa głównego asteroid okrążająca Słońce w ciągu 4 lat i 61 dni w średniej odległości 2,59 j.a. Została odkryta 16 listopada 1904 roku w Landessternwarte Heidelberg-Königstuhl w Heidelbergu przez Maxa Wolfa. Nazwa planetoidy pochodzi od bohaterki opery Latający Holender Richarda Wagnera. Przed jej nadaniem planetoida nosiła oznaczenie tymczasowe (550) 1904 PL.